# Морда

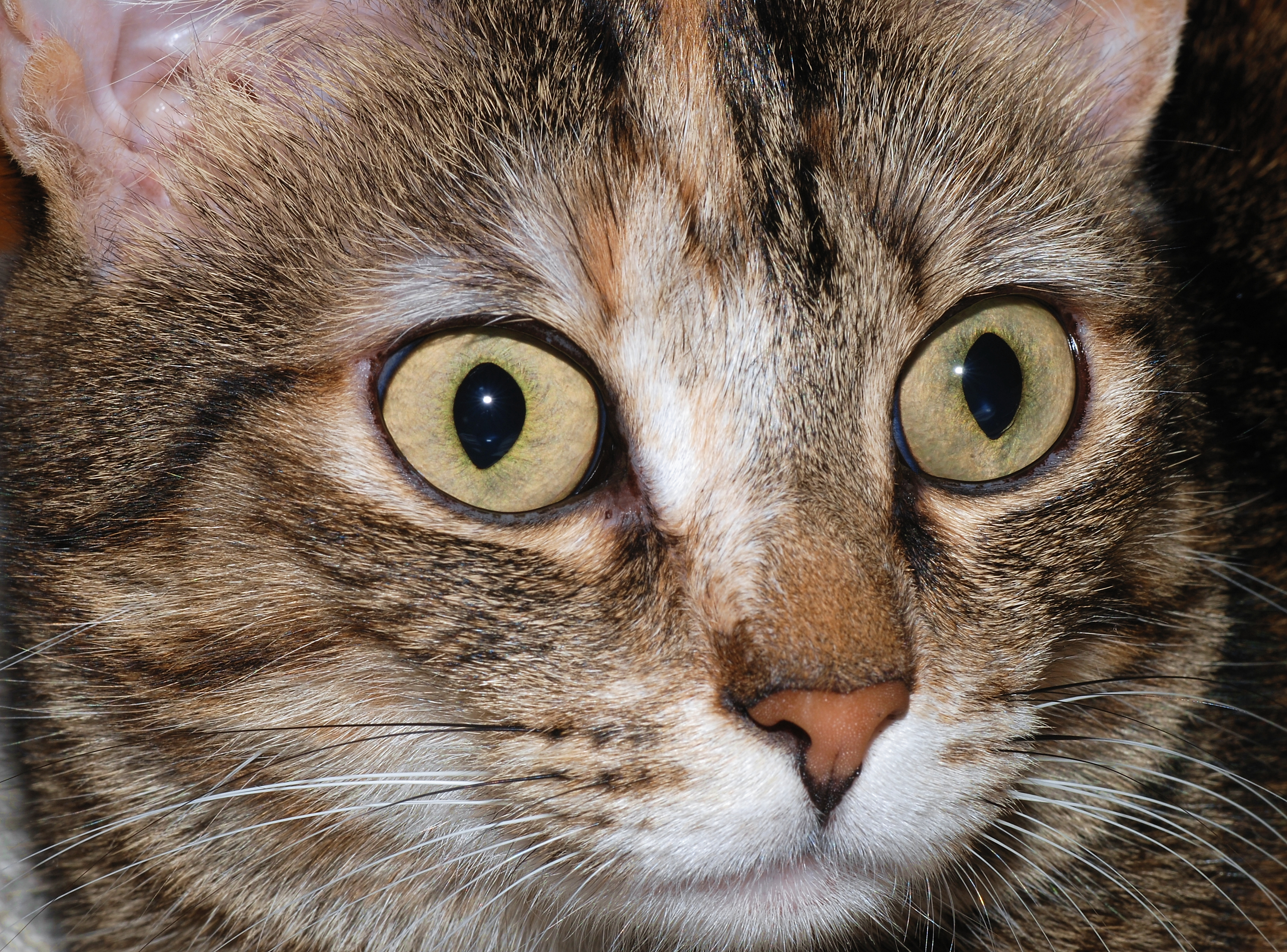
Морда кошки.

Мо́рда (рыло, рожа) — выдавшаяся часть головы со ртом, верхняя и нижняя скулы, передняя часть головы животных. 
Она охватывает область вокруг рта вместе с подбородком, у млекопитающих также щёки. Эта область костяного черепа обозначается как рострум. Если эта область окружена роговым образованием, речь идёт о клюве (например, у птиц, черепах или утконоса). Удлинённый в области морды мускулистый нос обозначается как хобот.
В узком смысле понятие морда обозначает очень часто только ротовое отверстие с ротовой полостью. Этим способом она используется, прежде всего, у травоядных животных, у плотоядных говорят часто о пасти. В верхней части морды располагается нос, поэтому ноздри находятся, как правило, в передней части морды.
Так как часть морды служит первоначально приёму пищи и представляет в то же время самую переднюю часть головы, она снабжена рядом органов чувств. Так, например, нос принимает запахи, расположенный во рту язык оснащён вкусовыми почками. Кроме того, у различных рептилий для обонятельного восприятия в нёбе находится орган Якобсона, а многие млекопитающие имеют так называемый «влажный нос» (Rhinarium). Здесь же расположены и механорецепторы (у многих млекопитающих со специально развитыми чувствительными волосами — вибриссами) и терморецепторы.